# 海濱鱷
海濱鱷（學名Aktiogavialis）是長吻鱷科下的一個已滅絕的屬。它生活於漸新世。近來發現的晚漸新世長吻鱷科屬種波羅奈克海濱鱷（a puertoricensis）只有部分顱骨殘骸發現。海濱鱷屬（aktiogavialis）有傾斜的眶邊。在始長吻鱷屬（eogavialis）、長吻鱷屬（gavialis）以及其他鉤鼻鱷亞科（gryposuchinae）屬種同樣俱有這特徵。此外海濱鱷屬 （aktiogavialis）有細小和向後的的後翼狀突，在長吻鱷屬（gavialis）和其他鉤鼻鱷亞科也同樣俱有這特徵。
有海濱鱷被發現於三角洲海岸沈積區，因此可以肯定它是一種海生鱷類。

## 下属物种
本属包括以下物种：
- Aktiogavialis caribesi Salas-Gismondi, Moreno-Bernal, Scheyer, Sánchez-Villagra & Jaramillo, 2018
- 波多黎各海滨鳄 Aktiogavialis puertoricensis Vélez-Juarbe et al., 2007